# Patnitala
Patnitala är ett underdistrikt i Bangladesh. Det ligger i den nordvästra delen av landet, 230 km nordväst om huvudstaden Dhaka.
Trakten runt Patnitala består till största delen av jordbruksmark. Runt Patnitala är det tätbefolkat, med 709 invånare per kvadratkilometer.